# Institut für Bayerische Geschichte

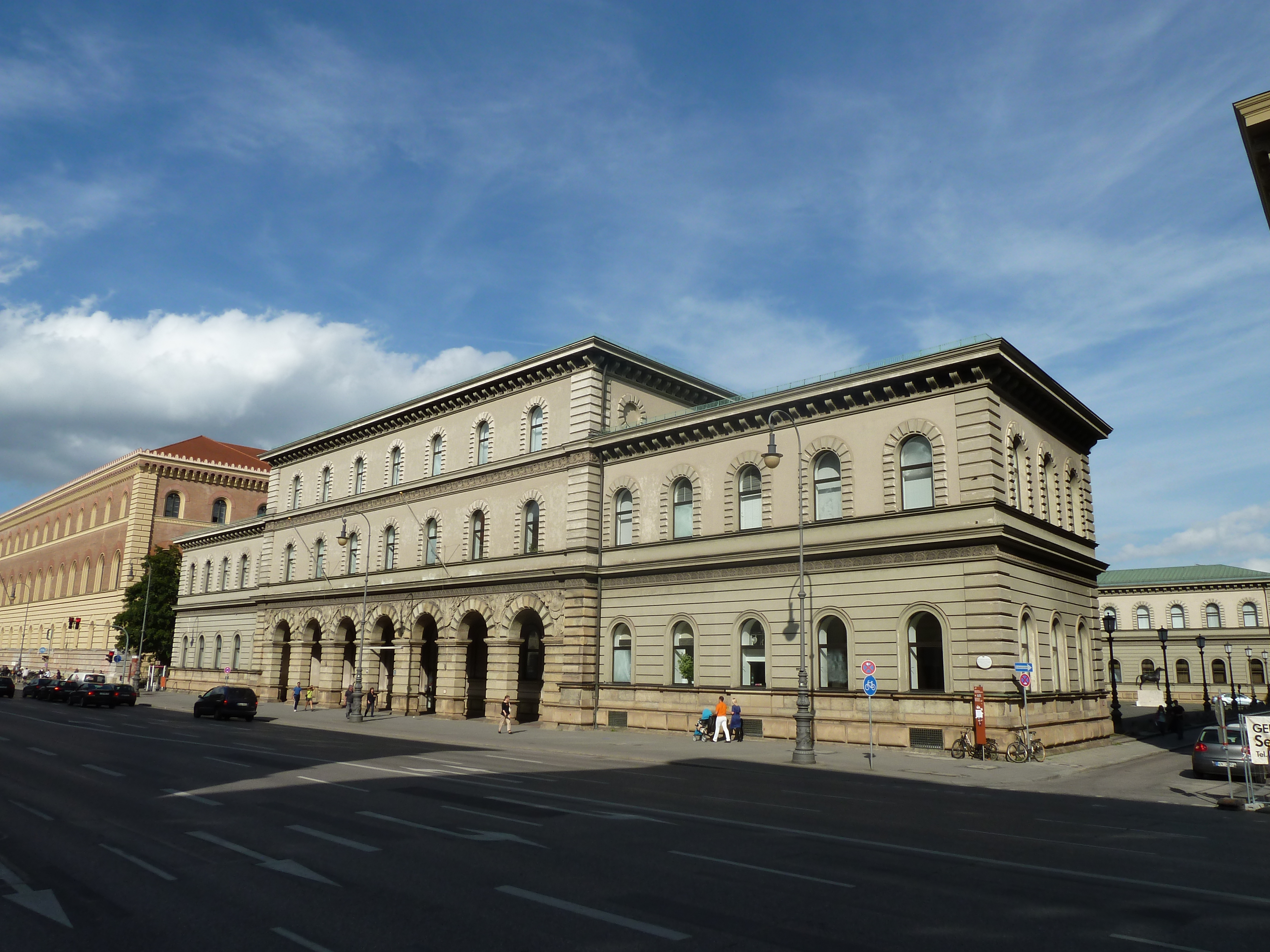
Sitz des Instituts für Bayerische Geschichte

Das Institut für Bayerische Geschichte der Ludwig-Maximilians-Universität München ist eine zentrale landesgeschichtliche Lehr- und Forschungseinrichtung in Bayern. Es hat seinen Sitz in der Ludwigstraße in München im Gebäudetrakt des Bayerischen Hauptstaatsarchivs und in unmittelbarer Nachbarschaft zur Bayerischen Staatsbibliothek.

## Aufgabe und Struktur
Am Institut wird die Geschichte Bayerns vom frühen Mittelalter bis zur jüngsten Zeitgeschichte in enger Zusammenarbeit mit außeruniversitären Einrichtungen wie der Kommission für bayerische Landesgeschichte bei der Bayerischen Akademie der Wissenschaften, den Staatlichen Archiven Bayerns, der Bayerischen Staatsbibliothek und dem Haus der Bayerischen Geschichte erforscht und gelehrt. Es veranstaltet Vorträge und Kolloquien, gibt mehrere Publikationsreihen heraus, fördert begabte Studierende und Absolventen. Das Institut berät darüber hinaus staatliche Stellen und die Öffentlichkeit in Fragen bayerischer Geschichte und Kultur.
Seine Mitglieder stammen aus den Fachbereichen der bayerischen Landesgeschichte, der bayerischen Kirchengeschichte, der Germanistik, Kunstgeschichte, Rechtsgeschichte, der Archäologie und des Archivwesens.
Das Institut ist eine zentrale Einrichtung der Ludwig-Maximilians-Universität. Es wird von den beiden Lehrstuhlinhabern für Landesgeschichte an der LMU (z. Zt. Ferdinand Kramer und Dieter J. Weiß) und dem Generaldirektor der Staatlichen Archive Bayerns (z. Zt. Bernhard Grau) geleitet und von einem Kuratorium unterstützt, dem u. a. Herzog Franz von Bayern, der Vorsitzendes des Ausschusses für Wissenschaft und Kunst im Bayerischen Landtag Robert Brannekämper, Kultusminister a. D. Ludwig Spaenle, Hildegard Kronawitter und der ehemalige Bundesfinanzminister Theo Waigel angehören. In der Gesellschaft der Münchner Landeshistoriker haben sich die Alumni des Instituts zusammengeschlossen; die Gesellschaft vergibt u. a. jährlich den Michael-Doeberl-Preis an hervorragende Absolventen. Zudem unterstützen die Eginhard und Franziska Jungmann-Stiftung und die Michael Doeberl-Stiftung das Institut.

## Geschichte

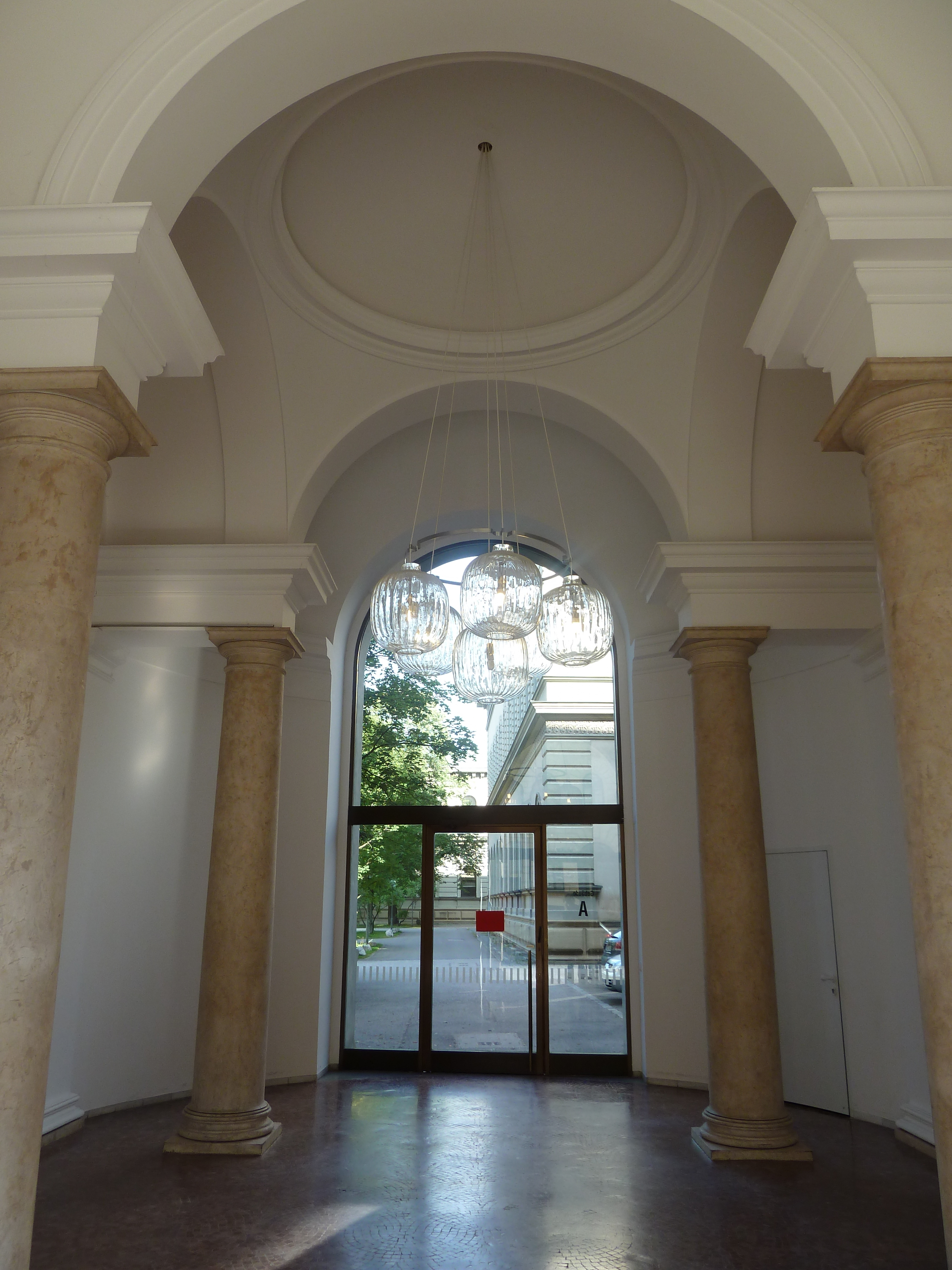
Eingangsbereich

Bereits 1898 wurde an der Ludwig-Maximilians-Universität der deutschlandweit erste Lehrstuhl für Landesgeschichte eingerichtet und mit Sigmund von Riezler besetzt. Folgende Lehrstuhlinhaber waren Michael Doeberl (1917–1928), Karl Alexander von Müller (1928–1936) und ab 1946 Max Spindler.
Nach dem Ende des Zweiten Weltkriegs initiierten Spindler und der bayerische Ministerpräsident Wilhelm Hoegner die Gründung eines Institutes für Bayerische Geschichte, das Universität und Staatsregierung schließlich am 28. Februar 1947 offiziell einrichteten. Das Institut sollte mit der landesgeschichtlichen Forschung und der wissenschaftlichen Ausbildung ein „geistiges und kulturelles Fundament für den neuen Freistaat schaffen“. Dabei wurde die bayerische Geschichte verstärkt in ihrer europäischen Vernetzung erforscht.
Auf Spindler folgten als Lehrstuhlinhaber und Leiter des Instituts Karl Bosl (1960–1977), Andreas Kraus (1977–1989), Walter Ziegler (1989–2002) und seit 2003 Ferdinand Kramer. 1974 wurde ein zusätzlicher Lehrstuhl eingerichtet und mit Friedrich Prinz besetzt; ihm folgten 1998 Alois Schmid und 2011 Dieter J. Weiß. Die Professur für mittlere und neuere Geschichte Wilhelm Störmers war dem Institut von 1978 bis 1993 ebenso zugeordnet wie der Lehrstuhl für Didaktik der Geschichte Hubert Glasers und Hans-Michael Körners von 1977 bis 1999. Nach der Auflösung des Institutes für Bayerische Literaturgeschichte an der LMU im Jahr 2000 gehörte Dietz-Rüdiger Mosers Lehrstuhl für bayerische Kulturgeschichte bis zu dessen Emeritierung und der daraufhin nicht wieder erfolgten Besetzung 2004 ebenfalls dem Institut an. Infolge der organisatorischen Reform der Ludwig-Maximilians-Universität seit dem Jahr 2002 wurde das Institut 2005 als zentrale wissenschaftliche Einrichtung der Universität reorganisiert und die Lehre als Abteilung für Bayerische Geschichte ins Historische Seminar der LMU integriert.

## Forschung
Aus der Forschungsarbeit des Instituts gingen in vielfältiger Kooperation u. a. wichtige Standardwerke zur bayerischen Geschichte hervor, etwa das Handbuch der Bayerischen Geschichte (der sog. „Spindler“), der Bayerische Geschichtsatlas, der Historische Atlas von Bayern, das Handbuch der Historischen Stätten, Bayern oder das neue Online-Projekt Historisches Lexikon Bayerns. In verschiedenen wissenschaftlichen Studien werden die derzeitigen Forschungsschwerpunkte vorangetrieben:
- Adel und Fürstenhöfe in Bayern
- Mittelalterliche Herrschafts-, Verwaltungs- und Sozialstruktur Bayerns
- Außenbeziehungen und internationale Positionierung Bayerns
- Krisen, Krisenbewältigung und Transformationen im 20. Jahrhundert
- Religion, Kultur, Staat und Gesellschaft
- Subsidiäre Organisationsformen in Staat und Gesellschaft
- Aufbau internetbasierter wissenschaftlicher Hilfsmittel zur bayerischen Landesgeschichte

Darüber hinaus gibt das Institut die Reihen Münchner Historischen Studien, die Forschungen zur Landes- und Regionalgeschichte, die Quellentexte zur Bayerischen Geschichte und Bayerische Landesgeschichte und europäische Regionalgeschichte heraus. Die Bibliothek des Instituts ist mit etwa 30.000 Bänden die führende Präsenz-Forschungsbibliothek zur bayerischen Landesgeschichte und stellt darüber hinaus auch Literatur zur Geschichte europäischer Regionen zur Verfügung.